# Église Saint-Jean-Baptiste du Faubourg
L'église Saint-Jean-Baptiste est une église catholique située au n°34 du cours Sextius à Aix-en-Provence, en France.

## Localisation
L'église est située dans le département français des Bouches-du-Rhône, sur la commune d'Aix-en-Provence.

## Historique
L'édifice, bâti pendant la 1ère moitié 18e siècle, est classé au titre des monuments historiques en 1983.